# 380-kV-Deutschlandleitung
Die 380-kV-Deutschlandleitung ist ein geplanter grenzüberschreitender Ersatzneubau von Stromleitungen zwischen dem Umspannwerk Altheim in Deutschland und St. Peter am Hart in Österreich. Das Vorhaben ersetzt die in diesen Abschnitten bestehenden 220-kV-Leitungen der Reichssammelschiene.

## Ziele
Das Vorhaben soll den Energieaustausch zwischen den österreichischen alpinen Wasserkraftwerken und den norddeutschen Windparks ermöglichen, da die derzeitige Leitung an ihrer Kapazitätsgrenze betrieben wird.

## Geschichte
Die Ausführung der Planung liegt bei den jeweiligen Übertragungsnetzbetreibern Austrian Power Grid (Österreich) und Tennet (Deutschland).
Geplant war auch ein Abzweig bei Simbach nach Haiming, dort war auf dem Gelände der OMV-Raffinerie der Bau eines GuD-Kraftwerkes geplant. Das Projekt wurde 2016 eingestellt.
Da die Masten der Leitung statisch nicht für den Betrieb mit 380 kV ausgelegt sind, wird ein kompletter Leitungsneubau in der Bestandstrasse nötig. Der Mast 256A kurz vor der Innquerung ist darüber hinaus mit einer Höhe von 21,7 m der niedrigste Mast im Hoch- und Höchstspannungsnetz des Betreibers.

## Planung
Das Vorhaben befindet sich in den Abschnitten
- Altheim – Adlkofen,
- Adlkofen – Matzenhof und
- Simbach – St. Peter (Landesgrenze)

im Planfeststellungsverfahren.[veraltet]
Für den Abschnitt St. Peter – Staatsgrenze liegt seit 2016 ein UVP-Genehmigungsbescheid vor, Bauarbeiten finden seit 2018 statt.